# Brother, Can You Spare Two Dimes?
Brother Can You Spare Two Dimes?, llamado Hermano, ¿me prestas dos monedas? en España y Él es mi hermano en Latinoamérica, es  el vigésimo cuarto y último episodio de la tercera temporada de la serie animada Los Simpson, emitido originalmente el 27 de agosto de 1992. El episodio fue escrito por John Swartzwelder y dirigido por Rich Moore.
Fue la segunda aparición de Herb Powell, el medio hermano de Homer después del episodio de 1991, Oh Brother, Where Art Thou? en el que termina perdiendo toda su fortuna y en la ruina total por culpa de Homer. A pesar de haber recibido críticas positivas, muchos fanáticos de la serie se mostraron bastante molestos por este triste final por lo que los productores en respuesta decidieron escribir otro capítulo en el que Herb perdona a su hermano  y vuelve a ser rico. Danny DeVito fue la estrella invitada, repitiendo la voz del personaje, así como Joe Frazier como el mismo.

## Sinopsis
El Sr. Burns descubre que Homer es estéril a causa de la exposición a la radiación durante todos sus años de trabajo en la planta nuclear. Para evitar una posible demanda, por consejo de sus abogados inventa un logro de Homer, que le reporte un "premio" de 2000 dólares, lo que haría olvidar a Homer la posibilidad de demandarlo. Para engañar a Homer, Burns monta la premiación en un gran salón de actos, con Joe Frazier como maestro de ceremonias, en el que Homer obviamente gana un premio por su "sobresaliente labor en el campo de la excelencia".
En la casa, Bart se lanza con garrocha usando la escoba hacia el sillón, pero al abalanzarse sobre este lo destruye, haciendo entrar en pánico a Homer, quien recuerda algunos momentos históricos que vio transmitidos por televisión sentado en el sofá, tales como Hands Across America y la Caída del Muro de Berlín. En una tienda, al buscar otro sofá, Homer encuentra un sillón especial vibrador llamado SpineMelter 2000. Homer desea comprarlo, pero como cuesta 2000 dólares, Marge lo insta a no adquirirlo (además, necesitaban una secadora y una lavadora).
Mientras, en una parada de trenes, se ve a Herb Powell, el medio hermano de Homer, que había quedado en la ruina después de permitir que Homer interfiriera en sus negocios y arruinara todo. Herb había pasado todo el tiempo como vagabundo, ya que había perdido su empresa y su fortuna. Después de contarles su historia a sus compañeros, los convence de que Estados Unidos es la tierra de las oportunidades, y que con una buena idea cualquiera puede enriquecerse y no pierde la esperanza de reconstruir su fortuna. Después de ir en busca de ideas, ve a una madre tratando de averiguar lo que su bebé quiere decirle cuando llora, lo cual le da una buena idea para permitirle desarrollar un nuevo proyecto. Al ver, por casualidad, un recorte de periódico en el que se informaba de la premiación de Homer y los 2000 dólares que había ganado, decide tomar un tren de carga rumbo a Springfield para buscar a su hermano y pedirle que financiase su idea.
Cuando llega al vecindario de los Simpson, Herbert, al no conocer la casa de su hermano, toca la puerta de la casa de Flanders. Ned y su familia lo reciben muy bien, lo alimentan y le dan ropa limpia, dejándolo presentable. Cuando toca en la casa de Homer y éste le abre la puerta, Homer está sorprendido de ver a su hermano pero Herb, todavía muy resentido por haberlo dejado en la ruina, le da un golpe y entra a la casa.
Herbert es bien recibido por la familia, con quienes se muestra muy cortés, excepto con Homer. Después de pasar unos días con ellos, expone su idea: un traductor de bebés que traducirá los balbuceos y sonidos de los niños pequeños a palabras claras. Pero como necesita el dinero del premio de Homer para desarrollarlo, se lo pide. La familia está totalmente de acuerdo en que Homer le preste el dinero porque sienten que debe resarcirlo por haberlo hecho perder su fortuna y se lo da aunque Herbert sigue sin querer perdonarlo.
Después de experimentar con Maggie, Herb desarrolla el aparato y lo prueba con ella, dando un resultado exitoso. Luego, lo expone en una feria científica, y al traducir las palabras de varios bebés presentes allí, se demuestra su éxito, por lo que inmediatamente recibe un pedido de 50.000 aparatos: Herbert es nuevamente rico. 
En la casa de los Simpson, con su fortuna de regreso, Herb decide recompensar a la familia por haber confiado en él y haber financiado su proyecto: a Homer le devuelve los 2000 dólares que le prestó, a Lisa le regala los tomos de la Enciclopedia de las Civilizaciones, a Bart una membresía de la Asociación Nacional del Rifle y a Marge una secadora y lavadora nueva y vende las antiguas a la taberna de Moe, las cuales los borrachos los usan para competir en carreras y apostar, ya que los artefactos se movían frenéticamente.
Cuando Homer pide su regalo, Herb lo lleva fuera de casa, y le dice que su regalo es su perdón y lo acepta nuevamente como su hermano. Cuando le pide un abrazo, Homer lo hace tímidamente, pero se abalanza sobre él cuando descubre que Herb le había comprado el sillón vibrador que quería. Homer y toda la familia quedan muy agradecidos por los regalos.
Después de este capítulo, Herb no vuelve a aparecer en ningún episodio de la serie, aunque en el capítulo de la temporada 16 The Heartbroke Kid, Homer hace referencia a él y muestra un retrato suyo. Curiosamente Herb nunca conoció al abuelo Simpson, que es su padre biológico, ya que lo había abandonado siendo un bebé.